# Virginia Joan Bennett Kennedy
Virginia Joan Bennett (Hospital Madre Cabrini, ciudad de Nueva York, 2 de septiembre de 1936) es una socialite, música, y escritora estadounidense. Fue criada en una familia católica, en los suburbios de Bronxville, Nueva York. Sus padres fueron Harry Wiggin Bennett Jr. (1907–1981) y Virginia Joan Stead (1911–1976). Su padre se graduó en la Universidad de Cornell y más tarde trabajó como ejecutivo de publicidad. Bennett creció con una hermana menor, Candace "Candy" (nacida en 1938). Asistió al Manhattanville College (entonces una universidad del Sagrado Corazón), en Purchase, Nueva York. Manhattanville también fue el alma mater de su futura suegra, Rose Kennedy, así como de sus futuras cuñadas Jean Kennedy Smith y Ethel Skakel Kennedy. 
En 1982, Bennett recibió una maestría en educación por el Lesley College (hoy Universidad Lesley). Cuando era adolescente, trabajó como modelo en publicidades televisivas.

## Matrimonio, familia y divorcio
En octubre de 1957, en un gimnasio en Manhattanville College, dedicado a la memoria de otra hermana de Kennedy, Kathleen, quien murió en un accidente aéreo en Francia en 1948, Jean Kennedy Smith presentó a Joan a su hermano menor Edward Ted, entonces estudiante, en la Facultad de Derecho de la Universidad de Virginia en Charlottesville. Después de comprometerse la pareja, ella se mostraba nerviosa por casarse con alguien que no conocía tan bien, pero Joe Kennedy insistió en que la boda debía continuar; y, así se casaron el 29 de noviembre de 1958 en Bronxville, Nueva York. La pequeña boda familiar se celebró pocas semanas después de que el hermano mayor de Ted, el senador estadounidense John F. Kennedy, ganara su reelección, en 1958, para un escaño en el Senado de los Estados Unidos, representando a Massachusetts. Joan tuvo tres hijos con Ted: Kara (1960– 2011), Edward M. Jr. (Ted Jr.) (1961) y Patrick J. (1967).
Dos de sus hijos fueron víctimas de cáncer. Ted Jr. desarrolló cáncer de huesos a los doce años, lo que provocó la extirpación de una parte de su pierna derecha en 1973, y Kara recibió tratamiento para el cáncer de pulmón en 2003. Su hija Kara murió de un ataque al corazón a los 51 años el 16 de septiembre de 2011.
En 1964, Ted sufrió una grave lesión en la espalda en un siniestro aéreo, mientras hacía campaña por su primer período completo en el Senado. Así, ella asumió un calendario de apariciones de campaña para su reelección exitosa en 1964. Anteriormente había ganado una elección especial, en noviembre de 1962, para servir en los últimos dos años del mandato de seis años del Senado de su hermano John; John había renunciado al Senado de los EE. UU. para la elección de noviembre de 1960, surgiendo como el 35° Presidente de EE. UU.
En julio de 1969, Ted Kennedy se vio involucrado en el siniestro automovilístico, en un puente de la isla Chappaquiddick, en Massachusetts que causó la muerte de su pasajera, Mary Jo Kopechne, de 28 años. Aunque estaba embarazada y confinada en la cama, después de dos abortos involuntarios anteriores, Joan asistió al funeral de Kopechne. Tres días después, ella estuvo, junto a su esposo en un tribunal local, cuando él se declaró culpable de abandonar la escena del accidente. Y, luego, ella sufrió un tercer aborto.
La pareja se separó en 1978 después de veinte años de matrimonio. Posteriormente, le contó a la revista de McCall sobre su alcoholismo y su trabajo para mantenerse sobria. Permanecieron juntos oficialmente casados durante su fallida campaña presidencial de los Estados Unidos en 1980, y luego anunciaron planes para divorciarse en 1981; el divorcio se finalizó en 1983.

## Vida posterior
En 1992, publicó el libro The Joy of Classical Music: A Guide for You and Your Family (La alegría de la música clásica: una guía para usted y su familia). Kennedy ha trabajado con organizaciones benéficas para niños, sigue siendo una pianista y ha enseñado música clásica a niños.
Estos últimos años de Kennedy fueron moldeados por su alcoholismo crónico, que se había desarrollado durante su matrimonio. El problema del alcohol se intensificó con una sobriedad desigual y esporádica, con repetidos arrestos por conducir ebria, con rehabilitación ordenada por el tribunal, y un regreso a la bebida. Esto condujo en última instancia a daño renal, con la posibilidad de diálisis y complicaciones prolongadas. En julio de 2004, su hijo, Ted Jr., había sido nombrado su tutor legal. Y, en 2005, a sus hijos se les concedió la tutela temporal. Ese año, fue hospitalizada con una conmoción cerebral y un hombro roto después de ser encontrada en una calle de Boston cerca de su casa. En 2005, solicitó que su primo segundo, el planificador financiero Webster E. Janssen de Connecticut, estableciera un fideicomiso para controlar su patrimonio. Esto violaba la tutela de sus hijos. Más tarde, sus hijos iniciaron acciones legales exitosas contra Janssen, lo eliminaron como fideicomisario y luego presentaron una queja en su contra ante la Comisión de Valores e Intercambio de EE. UU. En octubre, le diagnosticaron cáncer de mama y se sometió a una cirugía. Accedió a una tutela ordenada por la corte y su patrimonio ha sido colocado en un nuevo fideicomiso supervisado por dos fideicomisarios designados por la corte.
Aparte de una breve relación poco después de su divorcio, ella no se ha vuelto a casar ni ha buscado otra relación. Asistió al funeral de Ted en el complejo Kennedy en el puerto de Hyannis. A partir de 2005, reside en Boston, Massachusetts y Cabo Cod.